# Dvostruki obruč (1963.)
Dvostruki obruč, hrvatski dugometražni film iz 1963. godine.

## Radnja
Neimenovani grad u Slavoniji za vrijeme Drugog svjetskog rata. Komunist Tomo Oljačić (Severin Bijelić) bježi iz zatvora te se nalazi s lokalnim ilegalcima koji mu organiziraju bijeg u partizane. Ali, kad dođu u kamenolom gdje su se trebali naći s vezom za šumu, ne samo da ne nađu svoju vezu, već se nađu oči u oči s ustaškim časnikom Zvonimirom Liscem (Bert Sotlar). Sve se dodatno zakomplicira kad Marko (Pavle Vuisić), vlasnik krčme u sastavu kamenoloma, prepozna Tomu s tjeralice.

## Uloge
- Severin Bijelić - Tomo Oljačić
- Bert Sotlar - Zvonimir Lisac
- Hermina Pipinić - Marija
- Pavle Vuisić - Marko
- Stojan Aranđelović - Dugi
- Velimir Bata Živojinović - Paja
- Boris Dvornik - Krile
- Davor Antolić - Mali
- Miloš Kandić - Žuti
- Antun Nalis - kuhar
- Marijan Lovrić - Petar
- Ivo Fici
- Fabijan Šovagović - ustaški vodnik
- Boris Miholjević - ustaša
- Kruno Valentić - ustaša
- Viktor Leljak